# بولا نارفيز أوجيدا
بولا نارفيز أوجيدا (بالإنجليزية: Paula Narváez Ojeda)‏ من مواليد 22 مايو 1972، هي أخصائية نفسانية تشيلية وسياسية في الحزب الاشتراكي التشيلي. شغلت منصب وزيرة الأمين العام للحكومة خلال الإدارة الثانية لميشال باشليت.